# شاخ‌دراز آبی
شاخ‌دراز آبی (نام علمی: Hippotragus leucophaeus) نام یک گونه منقرض‌شده از سرده بزاسبی‌ها است.